# The Bachelor Vietnam
The Bachelor Vietnam - Anh chàng độc thân là chương trình truyền hình thực tế về hẹn hò và tình cảm của Việt Nam, được mua bản quyền từ The Bachelor, Hoa Kỳ. Mùa đầu tiên của chương trình lên sóng từ ngày 14/8 đến ngày 13/11/2018 trên kênh HTV7.

## Nội dung
Chương trình bao gồm một nhân vật bachelor (anh chàng độc thân) bên cạnh 24 nữ thí sinh. Nam chính sẽ tìm hiểu về các thí sinh qua các tập của chương trình. Cuối mỗi tập, các thí sinh sẽ được bachelor trao cho một bông hoa hồng, tượng trưng cho việc tiếp tục được ở lại cuộc thi. Trong khi đó, thí sinh không nhận được hoa hồng sẽ phải ra về.

## Phát sóng
Chương trình phát sóng màu đầu tiên trên kênh HTV7 vào ngày 14 tháng 8 năm 2018.

## Các mùa
| STT | Ngày phát sóng    | Số tập | Số thí sinh | Bachelor                    | Hồ sơ                                    | Chiến thắng    | Về nhì     | Cầu hôn | Quan hệ sau chương trình | Ghi chú                                                                                                   |
| --- | ----------------- | ------ | ----------- | --------------------------- | ---------------------------------------- | -------------- | ---------- | ------- | ------------------------ | --- |
| 1   | 14/8 – 13/11/2018 | 14     | 24          | Jean-Marc Nguyễn Quốc Trung | Tuổi: 34 Nghề nghiệp: Giám đốc điều hành | Bùi Thùy Dương | Kiều Trang | Không   | Có                       | Thùy Dương tiết lộ là mẹ đơn thân vào tập cuối chương trình, chính vì vậy cô bị tước toàn bộ giải thưởng. |